# Il magnifico scherzo
Il magnifico scherzo (Monkey Business) è un film del 1952 diretto da Howard Hawks.

## Trama
Il ricercatore Barnaby Fulton trova quasi per caso, e grazie all'aiuto di uno scimpanzé, una formula chimica che sembra restituire la giovinezza dello spirito. La pozione finisce mescolata all'acqua potabile e lo scienziato, sua moglie e vari altri "malcapitati" regrediscono allo stato infantile.

## Produzione
Pur in un ruolo secondario, fu la prima interpretazione di una certa importanza per Marilyn Monroe. Al proposito, il regista ebbe a dichiararsi soddisfatto della prestazione dell'attrice. Probabilmente per la limitatezza della parte, la Monroe non creò problemi, a differenza di quanto accadde in altri film diretti da Hawks, come ad esempio in occasione di Gli uomini preferiscono le bionde.
Gli attori Marilyn Monroe, Charles Coburn e George Winslow reciteranno nuovamente insieme l'anno successivo ne Gli uomini preferiscono le bionde (1953), sempre sotto la regia di Howard Hawks.

## Critica
A dispetto dell'impiego nella sceneggiatura di tre veri “giganti” di Hollywood, quali Ben Hecht, Charles Lederer e I.A.L. Diamond e del soggetto più impegnato e “filosofico”, il film fu considerato la meno convincente delle quattro commedie frutto della collaborazione fra Hawks e Cary Grant. Lo stesso regista ne era consapevole, concordando, nell'analisi dello scarso successo del film, col critico del The New York Times: “Il problema è che un'idea demenziale come questa può mantenere la sua comicità sino ad un certo punto, diciamo 35-40 minuti, ma è poi destinata ad implodere ed allora è la fine”. Il film avrebbe insistito in modo eccessivo sulle gag relative al ritorno allo stato adolescenziale ed infantile dei coniugi Fulton, vittime dell'elisir di giovinezza creato dal professore.
In parte, avrebbe confidato Hawks a Bogdanovich, egli fu costretto a modificare il progetto iniziale, secondo il quale, solo il personaggio interpretato da Grant sarebbe stato vittima degli effetti regressivi della pozione. Ciò a causa delle insistenze di Ginger Rogers, in fase di stesura del contratto. L'attrice aveva subordinato la propria partecipazione al film alla possibilità di duettare con Cary Grant nel ruolo della stupida adolescente, e la produzione esercitò pressioni in tal senso presso gli sceneggiatori.
Di tutt'altro tono, fu l'accoglienza riservata al film dai critici dei Cahiers du Cinéma. Jacques Rivette utilizzò proprio Il magnifico scherzo come paradigma della “grandezza del genio” di Howard Hawks. Egli sottolineava come mai, nell'opera del regista, l'elemento drammatico e la commedia procedessero isolati, ed anzi, come all'interno di uno stesso lavoro, l'uno fosse esaltato dalla presenza dell'altro. Come nei suoi film di contenuto drammatico quali La cosa da un altro mondo o Il fiume rosso, al centro della sua attenzione era anche in questo caso la minaccia portata alla ragione e alla civiltà dalle fascinose lusinghe dello stato di natura, del buon selvaggio, dell'infantilismo, qui rappresentate nel mito dell'eterna giovinezza.